# 2-й ударный корпус (НОАЮ)
2-й ударный корпус НОАЮ (сербохорв. Други ударни корпус НОВЈ / Drugi udarni korpus NOVJ) — войсковое соединение НОАЮ, сформированное 10 сентября 1943 года из 2-й Пролетарской и 3-й ударной дивизий, а также восьми партизанских отрядов с территории Черногории, Которского залива, Герцеговины и Санджака. Расформирован 25 апреля 1945 года (подразделения включены в состав 2-й и 3-й югославских армий).

## Структура
С 21 ноября 1943 в состав корпуса входила 29-я Герцеговинская дивизия, с 23 февраля 1944 — Приморская оперативная группа, с 4 марта 1944 — 37-я Санджакская дивизия. В оперативном подчинении корпуса временно состояли 5-я Краинская и 17-я Восточно-Боснийская дивизии.
Командовал корпусом Пеко Дапчевич, политическим комиссаром являлся Митар Бакич (оба — Народные герои).

## Масштабы боевых действий
С конца января 1944 года штаб 2-го ударного корпуса выполнял обязанности Главного штаба народно-освободительной армии и партизанских отрядов Черногории, вёл боевые действия на территории Санджака, Черногории и Герцеговины. Дивизии участвовали в Андриевицкой, Дурмиторской, Сараевской и Мостарской операциях.